# William Sweet
 (février 2017).
Pour les articles homonymes, voir Sweet.
 (février 2017).
William Sweet, né le 22 avril 1955, est un philosophe canadien et ancien président de l'Association canadienne de philosophie.

## Biographie
William Sweet a étudié la science politique, la théologie et la philosophie au Canada, en France et en Allemagne. Il a obtenu un DEA en sciences politiques à l'université Panthéon-Sorbonne (avec Luc Ferry), un doctorat en philosophie à l'université d'Ottawa, un doctorat en théologie à l’université d'Afrique du Sud, et un doctorat à l'université Saint-Paul d'Ottawa. Il a également étudié à l'Université Carleton, l'Université du Manitoba, l’université Humboldt de Berlin, et le Centre Sèvres (Faculté de théologie de la Compagnie de Jésus, Paris). Il a été élu membre de la Royal Historical Society en 2014, et membre de la Société royale du Canada en 2017. En novembre 2021, il a été élu membre permanent de l'[[Institut international de philosophie]].
William Sweet se spécialise en philosophie politique (en particulier sur les questions de droits de l'homme); la philosophie de la religion (par exemple, l'influence de la science et de la technologie sur la religion et, au sens large, l'épistémologie de la religion); la relation entre la culture et la pensée philosophique (en particulier, la philosophie comparative asiatique et occidentale); la philosophie anglo-américaine entre la fin du 19e et le début du 20e siècle (en particulier, les origines de la philosophie analytique et de l’Idéalisme britannique); les théories éthiques et l'éthique appliquée (en particulier, l'éthique interculturelle); et la philosophie de Jacques Maritain.
William Sweet est professeur de philosophie et directeur du Centre de philosophie, théologie et traditions culturelles à l'université Saint-Francis-Xavier. Sweet était professeur de philosophie et professeur de sciences religieuses à l'université Saint-Thomas, à Fredericton, Nouveau-Brunswick, où il a servi comme vice-président (académique) de 2007 à 2008. Il a également été professeur invité à l’université catholique Jean-Paul II de Lublin (Pologne), l’université Soochow et l’université catholique Fu-Jen (Taiwan), et la Dharmaram Vidya Kshetram, Bangalore. et l'université de Savitribai Phule Pune, en Inde.

## Prises de position
Une grande partie du travail philosophique de William Sweet concernait l'histoire de la philosophie moderne, qu'il utilise comme une ressource et un véhicule pour aborder les questions contemporaines en éthique et en éthique appliquée, en philosophie politique, et en philosophie de la religion. Ses premiers essais, ainsi que son premier livre portaient sur les philosophes idéalistes britanniques de la fin du 19e et début du 20e siècle, mais il a publié un certain nombre de textes et de traductions sur la tradition personnaliste dans la philosophie française, en particulier celle de Jacques Maritain. Des recherches récentes se concentrent sur les débats philosophiques au 20e siècle en Afrique du Sud et l'Inde, et les défis de la migration des textes philosophiques et traditions à travers les cultures.
Plusieurs de ses articles et ses livres dans la philosophie politique touchaient le thème des droits de l’homme. Plusieurs de ces textes ont une visée historique, fournissant des réévaluations importantes et nouvelles des idéalistes britanniques tels que Bernard Bosanquet, mais aussi tels que Maritain (qui, selon William Sweet, convergent sur un certain nombre de points importants). Selon Sweet, ces traditions fournissent une base pour une philosophie politique libérale, mais non-individualiste. Il donne une brève esquisse d'une théorie idéaliste de l'éthique dans son essai introductif à son volume sur le moral, social et philosophie politique des Idéalistes britanniques (2009), et dans un nombre d'essais récents, il défend une vision large, inspirée par Maritain, sur la dignité et les droits de l'homme.
Les contributions de William Sweet à la philosophie de la religion sont développées sur deux livres et dans plusieurs livres édités. William Sweet était étudiant de D.Z. Phillips, et plusieurs de ses écrits portent sur l'épistémologie de la religion et la nature de la croyance religieuse. William Sweet souligne qu'une grande partie du débat dans les traditions anglo-américaines concernant la relation entre la foi et la raison se fonde sur des hypothèses relatives à la signification et à la vérité des croyances religieuses – une hypothèse qu’il retrace jusqu’au début du 17e siècle. Sweet fait valoir que ces comptes dénaturent ou comprennent mal ce qu'est la croyance religieuse, et qu'un compte plus précis de la croyance religieuse (ce qui nécessite de reconnaître à la fois le caractère descriptif et expressif des croyances religieuses), et une théorie générale cohérentiste de la vérité peuvent être utilisés pour répondre à nombre de questions contemporaines dans la philosophie de la religion, telles que la relation entre la religion et la science.
Sweet voyage beaucoup, et participe régulièrement aux conférences ou enseigne en Asie de l'Est, l'Inde et l'Europe occidentale. Il a été un contributeur majeur aux programmes internationaux du Conseil de recherche en valeurs et en philosophie, de l'Union mondiale des associations catholiques de philosophie, et de l'Istituto Internazionale Jacques Maritain (dont il est Presidente d'onore).
Il est rédacteur en chef de la revue Philosophie, culture et traditions et un des corédacteurs de la revue Collingwood and British Idealism Studies Il a également été rédacteur en chef d’Études maritainiennes / Maritain Studies (1994-2006) et Bradley Studies (2005).
Ses œuvres ont été publiés en castillan, anglais, chinois, français, galicien, allemand, italien, persan, polonais et vietnamien.

## Œuvres principales
- Before and After Democracy (Leuven: Peeters, 2024).
- Philosophy Re-Engaging Cultures and Ways of Life, (Washington, DC, 2022).
- Care of Self and Meaning of Life, (avec Cristal Huang) (Washington, DC, 2015).
- What is Intercultural Philosophy?, (Washington, DC: CRVP, 2015).
- Cultural Clash and Religion, (Washington, DC: CRVP, 2014)
- Ideas Under Fire, (avec Jonathan Lavery et Louis Groarke) (Fairleigh Dickenson University Press, 2013)
- Philosophy Emerging from Culture, (avec Wonbin Park, George F. McLean, and Olivia Blanchette) (CRVP, 2013)
- Migrating Texts and Traditions, (University of Ottawa Press, 2012).
- Responses to the Enlightenment. An Exchange on Foundations, Faith, and Community. (avec Hendrik Hart) (Rodopi, 2012)
- Intercultural Dialogue and Human Rights, avec Luigi Bonanate et Roberto Papini (CRVP Press, 2011).
- Biographical Encyclopedia of British Idealism (Continuum 2010)
- The Moral, Social and Political Philosophy of the British Idealists (Imprint Academic 2009)
- Rethinking the Role of Philosophy in the Global Age (red. avec Pham Van Duc) (2009)
- The Dialogue of Cultural Traditions (red. avec Tomonobu Imamichi, G.F. McLean, et alii) (2008)
- Religion and the Challenges of Science (red. avec Richard Feist) (Ashgate, 2007)
- Bernard Bosanquet and the Legacy of British Idealism (University of Toronto Press, 2007)
- Philosophy of Religion [Vol. 8, 2003] (2006)
- Approaches to Metaphysics (Kluwer/Springer, 2004)
- Early Responses to British Idealism, 3 vol. (Bristol: Thoemmes, 2004) [red. avec Carol A. Keene and C. Tyler]
- The Philosophy of History: a re-examination (Ashgate, 2004)
- "To the Mountain": essays in honour of Professor George F. McLean, [ed. with Hu Yeping]
- Husserl and Stein  (2003) [red. avec Richard Feist]
- Religion, Science, and Non-Science (2003)
- Religious Belief: The Contemporary Debate (2003)
- Philosophical Theory and the Universal Declaration of Human Rights (2003)
- Bernard Bosanquet: Essays in Philosophy and Social Policy, (1883–1922), 3 vol. (2003)
- Philosophy, Culture and Pluralism (2002)
- Idealism, Metaphysics, and Community (2001)
- British Idealism and Aesthetics (2001)
- Bernard Bosanquet's The Philosophical Theory of the State and Related Essays (2001) [avec Gerald F. Gaus]
- Natural Law: reflections on theory and practice, par Jacques Maritain (2001; 2003)
- The Bases of Ethics (2000)
- The Collected Works of Bernard Bosanquet, 20 vol. (1999)
- Idealism and Rights: The Social Ontology of Human Rights in the Political Thought of Bernard Bosanquet (1997; 2005).